# Aalborg Bybusser
Aalborgs bybusser er de bybusser, der kører i den danske by Aalborg.
Nordjyllands Trafikselskab står for betjeningen af byen med busser, og som den eneste kommune i Nordjylland står Aalborg Kommune for planlægning af ruter og køreplaner. Byen betjenes af 12 almindelige bybuslinjer, 2 servicebuslinjer, 6 natbuslinjer og 6 lokale buslinjer.
Der er omkring 281.000 påstigninger på by- og metrobusserne i Aalborg Kommune om ugen.
I forbindelse med etableringen af Plusbus står linjenettet over for en omlægning.

## Historie indtil år 2004

### Oprettelsen af bybusdriften, og de første år
Det første forsøg på bybustrafik i Aalborg, kan dateres tilbage til slutningen af 1890'erne, hvor der blev oprettet en hestebusrute mellem Vejgaard og Hasseris. Linjen blev nedlagt i 1899, efter et par år, med en dårlig forretning. I de mellemliggende år, fra starten af 1900tallet og frem til 1920 hvor den nuværende bybustrafik startede, var der ligeledes forgæves forsøg på at starte bybustrafikken i Aalborg. Den nuværende bybustrafik i Aalborg kan dateres tilbage til 1920, hvor familien Studstrup, begyndte at kører bybusser i Aalborg, under navnet "Aalborg Omnibilselskab (AOS)". Selskabet ændrede senere navn til "Aalborg Omnibusselskab" (Ligeledes "AOS"), og den første rute blev, ligesom det første forsøg på bybusdrift, lagt mellem Vejgaard og Hasseris, via Aalborg centrum. I de første par år, voksede AOS, og i 1924, bestod selskabet af 8 busser, og dette tal er løbende blevet udvidet. Ved den kommunale overtagelse af AOS, i 1976, bestod selskabet af 48 busser, fordelt på flere buslinjer. I små 56år, blev bybusserne i Aalborg drevet af Studstrup familien, inden Aalborg Kommune, overtog ansvaret for netop AOS, og endda lod selskabet fortsætte med det samme navn. AOS navnet fik lov at fortsætte i de næste 20år indtil, Nordjyllands Trafikselskab(NT), begyndte at sende busruterne i amtet i udbud i midt 90'erne.

### Buskørslen i Aalborg før kommunens overtagelse
I de første år med bybuskørsel i Aalborg, blev linjenettet udvidet som Aalborg blev udvidet, hvilket er ret giver god mening, for at nå rundt i byens mange områder. Der skete dog det ved AOS, at de på et tidspunkt nåede til at punkt, hvor de ikke længere behøvede at udvide bybuskørslen, i en meget lang periode. AOS, mente nemlig at det var vigtigt at kunderne er trygge omkring det finmasket rutenet, og derfor ville trafikselskabet ikke foretage flere ændringer end højst nødvendigt. Den sidste egentlige store ændring som AOS foretog, er at linje 3, blev forlænget til et område i Aalborg Øst, omkring Nørre Tranders.
| Linje | Rute | Bemærkning                               |
| ----- | --- | ---------------------------------------- |
| 1     | Charlottehøj - Vejgaard Torv - Frederikstorv - Nytorv - Nørresundby Torv - Skansebakken / Nørresundby Vest                         | Linjen splittede op ved Nørresundby Torv |
| 2     | Øgadekvarteret - Tivoli - Banegården - Vingårdsgade - Kastetvej - Vesterkæret                                                      |                                          |
| 3     | Nørre Tranders vej - Vejgaard Torv - Frederikstorv - Vingårdsgade - Borgmestervænget - Mølholm                                     |                                          |
| 4     | TH. Sauers vej - Sønderbro - Tivoli - Banegården - Vingårdsgade - Aalborghallen - Amtssygehuset - Scheelsminde                     |                                          |
| 5     | Kærby - Amtssygehuset - Aalborghallen - Vingårdsgade - Borgmestervænget - Hasseris                                                 | Hasseris blev kørt i en ensrettet sløjfe |
| 6     | Rughaven - Øgadekvarteret - Tivoli - Banegården - Nytorv - Nørresundby Torv - Engvej - Nørre Uttrup                                |                                          |
| 7     | TH. Sauers vej - Sønderbro - Tivoli - Banegården -Vingårdsgade - Aalborghallen - Amtssygehuset - Revlingebakken - Göteborgvej      |                                          |
| 8     | Grønlandskvarteret - Magisterparken - Tivoli - Banegården - Vingårdsgade - Aalborghallen - Amtssygehuset - Aalborg Zoo - Platanvej |                                          |
| 9     | Nørresundby Torv - Thistedvejens skole - Strubjerg - Nørre Uttrup - Sankt Pedersgade - Nørresundby Torv                            | Ensrettet ringlinje i nævnt rækkefølge   |

### Fra en bybusterminal til 2, og tilbage til 1
Siden bybussernes oprettelse i 1920'erne, har AOS haft det primære bybusknudepunkt ved Nytorv. På et tidspunkt var busserne dog vokset i længde, så bybusserne måtte til at bruge 2 knudepunkter, fremfor det hidtidige knudepunkt på Nytorv. De 2 knudepunkter blev herefter netop Nytorv, som har været det hidtidige knudepunkt, også Algade/Vingårdsgade. Sådan forblev fordelingen af linjerne i en årrække frem til 1975, hvor AOS skulle spare penge og måtte reducere i driften. AOS skulle spare penge, og dette kostede afgange. Dette betød at bybustrafikken atter blev samlet på Østerågade, hvor busstoppestederne blev rykket frem på gaden, så alle busserne kunne holde omkring Bispengade, Nytorv og Østerågade.

### Fra trafikselskab til Aktieselskab, og oprettelsen af NT som trafikselskab
Da Aalborg Kommune i 1976, overtog AOS, var det fordi at Studstrup familien i en årrække, havde vaklet med økonomien, bla grundet Billens fremtog, og manglende passagerer og det faktum, at selskabet var blevet en så stor og vigtig en brik i Aalborgs infrastruktur, at kommunen ikke kunne sidde overhørigt og lade byens bybusselskab gå konkurs. Da den første lov om Trafikselskaber kom tilbage i 70'erne, ville Nordjyllands Amt, som et af de få amter i Danmark, ikke oprette et trafikselskab, på egen hånd. Dette fik Aalborg kommune til at opkøbe flere små lokale vognmænd i Aalborg kommunes opland, så driften af AOS, kunne blive mere stabil. Og stabil var hvad driften blev. AOS, var blevet et egentlig trafikselskab, drevet af Aalborg kommune. I 1981, blev NT, så endelig oprettet, og AOS, kom derved med i billetsamarbejdet med NT, som så dækkede hele Nordjyllands Amt, fremfor det hidtidige billetsamarbejde der kun dækkede i Aalborg kommune. AOS. fortsatte som det "egentlige" trafikselskab for Aalborg kommune, men med NT, som den overordnede ansvar for billetsamarbejdet, og den overordnede logistik indenfor trafikselskaber, og taksbestemmelser, men i start 90'erne kom der andre boller på suppen. Aalborg Kommune, forvandlede det hidtidige AOS til et Aktieselskab, fremfor et egentlig trafikselskab. Dette skete på den baggrund af at NT efter ny lov om trafikselskaber, skulle til at sende rutekørsel i udbud, heriblandt Aalborgs bybuskørsel, som stod foran udbud i 1996. Bybuskørslen i Aalborg, blev sendt i udbud og dette betød at nogle få lokalruter, Aalborgs bybusser, samt Servicebusserne der hidtil havde været drevet af "Søndergaards busser", på samme facon som AOS, hidtil havde drevet de normale bybusser, blev ligeledes smidt i samme udbud. Udbuddet af den samlede bybuskørsel blev nu vundet af AOS, og alle busser, fra Søndergaards busser, AOS, og mindre lokale ruter, fik nu hjemme på Filstedvej garage.

### Filstedvej. Et domicil igennem næsten 50år
Bybusserne i Aalborg havde indtil 1963, base på Heimdalsgade i Vejgaard. Men garagen på Heimdalsgade endte desværre med at blive for småt, og umoderne, og i starten af 1960'erne blev det besluttet at der skulle opføres et nyt depot til bybustrafikken. Dette busdepot blev placeret på Filstedvej 10. Siden 1963, hvor Filstedvej 10, stod færdigt som bybussernes nye garage, har adressen været bybussernes domicil i Aalborg. Og garagen på Filstedvej 10 forblev da også garageanlægget for Aalborg Omnibusselskab indtil AOS ophørte driften og blev overtaget af Combus. Combus overtagelsen af Filstedvej, og bybustrafikken, varede dog ikke længe. Små 2 år efter overtagelsen, så blev Combus solgt til britiske Arriva som herfra overtog Filstedvej Garage. Også denne overtagelse endte med at blive kort. Det blev besluttet fra kommunens side at bybusdriften i Aalborg skulle deles mellem 2 operatører, fremfor 1 operatør, og på samme tid besluttede Arriva, at de også skulle ud og have nyt garageanlæg.

## Ændringer af linjenettet i Aalborg indtil år 2004

### De sidste år før den kommunale overtagelse
Efter kommunens overtagelse i 1976, skete der en masse på busfronten. Kommunens overtagelse af AOS i 1976, skete der noget interessant. Det første halvandet års tid kørte det velkendte rutenet, som man i mange år havde haft under familien Studstrup, videre. Der skete dog det at man fra 1976, begyndte at integrere oplandsruter i bybusnettet. Aalborg kommune havde regnet ud at ved at opkøbe mindre oplandsruter og integrere dem i bybusnettet, kunne man styrke bybussernes position, og derved også økonomi, for AOS. Ved hver overtagelse af en ny oplandsrute, skete der det at kommunen enten oprettede nye buslinjer, eller også integrerede man forlængelserne i allerede eksisterende buslinjer.

### Ændringer af rutenettet igennem 80'er og 90'erne
Særligt i 1980'er og 90'erne oplevede borgerne i Aalborg busomlægninger for godt befindende. De første par år, oplevede bybusnettet primært udvidelser af eksisterende linjer, men til trods for at de fleste ændringer først fandt sted fra 1980 og frem til midt halvfemserne, så skete der også få ændringer i de sidste år af 70'erne. hvor bl.a. linje 6 og 9 blev nedlagt.
- Den første mærkbare omlægning af bybusnettet fandt sted i allerede i 1978, da den daværende linje 9 blev nedlagt, og 2 nye linjer ved navn 10 og 11, blev oprettet.
- Allerede i 1979, var der atter en ændring af bybusnettet. Foruden flere linjer fik forlænget ruteføringen, så blev linje 6 nedlagt og en ny linje 9 oprettet.
- I 1980, åbnede busgaden under Medborgerhuset, og kørslen blev derved lagt væk fra Danmarksgade. Derudover diverse forlængelser af andre buslinjer, og oprettelsen af de nye buslinjer 21, 28 og 41.
- I 1981, skete den første egentlige store omlægning af bybusnettet. De første oplandsruter er nu blevet integreret i bybusnettet, og dette betyder nedlæggelse af linjerne 21, 28, og 41, der var blevet oprettet kun 1 års tid forinden. Dog betød den store ændring af bybusnettet, også at rutenumrene 21 og 28 genopstod med de nye linjeoprettelser. Linje 41 blev i modsætning til de to andre linjer nedlagt helt. Af nye linjer i 1981, blev linjerne 20, "21", 25, 26, 27, og "28", 30, 31, 35, 36, 40, og 45.
- I 1982 blev et par linjer forlænget, og linje 10 kom til at kører igennem Danmarksgade i stedet for under Medborgerhuset. Derudover blev linje 42, splittet op i to linjer, så betjeningen af Hvorupgård, foregik med en ny linje 43.

Større ændringer ved køreplansskiftet i 1982/83
I 1983, havde kommunen atter planlagt at rode rundt i kagedåsen, denne gang betød at det næsten hele bybusnettet internt i Aalborg by. Aalborg kommune havde nemlig valgt at der skulle være nye ruteføringer på flere linjer for at det bedre harmoniserede med byens udvikling, og det faktum at det daværende basisrutenet var blevet for snørklet til man egentlig kunne udvide det ret meget mere, end det allerede var udvidet.
- Jobbusser oprettes, for at lokke folk i de større Aalborg virksomheder til at tage bussen. Disse busser, er tilpasset mødetiderne om morgenen
- Linje 2 afkortes i ydertimer til kun at kører til Rughaven, hvorimod linje 3 overtager kørslen til området i ydertimerne og weekender.
- Linje 4 får ny rute fra Grønlands Torv og til Skalborg over midtbyen
- Linje 5, får den linjeføring som ligeledes er den ruteføring linjen har i 2004, hvor "Trafikplan 2003" træder i kraft. Linjen kører nu mellem Hasseris jeronimusvej - Midtbyen - Visse
- Linje 7 får ny rute i det østlige Aalborg. bliver forlænget fra TH Sauersvej og til Gug øst af samme rute som linje 8 hidtil havde betjent.
- Linje 8 får ny ruteføring. Linjen omlægges så den ikke længere kommer til Aalborg Øst, men derimod bliver den lagt til "Vangen" ved Strubjerg
- Linje 9 får lidt småomlægninger omkring Øgadekvarteret
- Linje 10 bliver nedlagt og erstattet af en ny linje med tilsvarende linjenummer. Linjen oprettes mellem Saltumvej i Aalborg Øst gennem midtbyen og til Grønlandskvarteret i Aalborg SØ.
- Linje 11 stopper med at kører mellem Vejgaard og Amtsgården.
- Linje 12 oprettes. Linjen oprettes mellem HC Andersens vej gennem centrum og til Skalborg, hvor den overtager 4'erens hidtidige rute.
- Linje 13 oprettes. Linjen oprettes mellem Skalborg vest og til TH Sauersvej, som en slags sydlig korridor om Aalborg.
- Linje 14 oprettes. Linjen oprettes som en egentlig ringrute om Aalborg. Linjen oprettes mellem Aalborg Vestby og til Aalborg øst med følgende ruteføring. Aalborg Vestby - Hobrovejkvartet - Kærby - Grønlands Kvarteret - Universitetet - Nørre Tranders.
- Linje 19, får nogle reduceringer af driften.
- Linje 41 oprettes. Efter få år uden en linje 41, bliver dette linjenummer atter taget i brug. Linjen oprettes som en myldretidslinje mellem Langholt og Svenstrup, til at supplere linje 40.
- Derudover sker der lidt ændringer på linjerne 21, 22, 25 og 26. Desuden oprettes en ny linje 30, mellem Rutebilsstationen og Voldsted. Denne linje kører kun i myldretiden.

I 1983 og 1984, så man ikke de store ændringer af driften i Aalborg. Der blev dog et par forlængelser på linje 1 og 12. Derudover blev linjerne 30 og 31, nedlagt i oplandet, og linje 27, blev lagt om til en Telebus. Der skete dog også en nyoprettelse. En ny linje 15, blev oprettet som en myldretidslinje mellem Saltumvej og Nytorv.
Større ændringer ved køreplansskiftet i 1984/85
Som man troede kommunen nu var færdig med at rode i kagedåsen, så kan man godt tro om. Kun knapt 2 år efter den sidste store køreplansændring så ville kommunen igen til at lave busnettet i Aalborg om.
- Linje 2, forlænges til Tornhøjvej på alle afgange og linjen stopper med at have endestation på Rughaven
- Linje 3, kører ikke længere forbi Tornhøj i ydertidspunkter
- Linje 4, ændre rute. Linjen kører nu ikke længere til Grønlands Torv, men omlægges til at kører til Uttrup Nord.
- Linje 6. Linjenummeret kommer atter i brug efter ikke at havde været brugt 7år. Linjen oprettes mellem Gug øst og Hvorup kasserne.
- Linje 7. Linjen omlægges til en ny rute. Linjen erstatter linje 10 til Saltumvej.
- Linje 8. Linjen omlægges til en ny rute. Linjen kører ikke længere til Uttrup Nord, men kører nu fra centrum og til Saltumvej, via blandt andet Danmarksgade og Købkesvej
- Linje 9, forlænges til Thulevej via blandt andet Sønderbro - Færøgade, Rughaven og Brønlundsvej.
- Linje 10. Linjen ændre ruteføring til af følge den tidligere linje 12, der nedlægges. Linjen afkortes dog til at kører mellem Ferslev og Rutebilsstationen.
- Linje 12. Den daværende linje 12 nedlægges, men en ny oprettes, som en sammenkobling af linjerne 2 og 9
- Linje 13. Den daværende linje 12 nedlægges, men en ny oprettes. Linjen oprettes mellem Skalborg og Skallerupvej, igennem midtbyen.
- Linje 15. Den daværende linje 15 nedlægges, men en ny oprettes. Linjen oprettes mellem Hasseris og Gug Øst igennem midtbyen.
- Linje 27s telebus dækningsområde udvides og linje 35 nedlægges, grundet alt for få kunder, mellem Ellidshøj og Ferslev.
- Linje 37. Oprettes som ny Telebus i Nørholm området.
- Linje 40/41. Linjerne omlægges i Vodskov, og linje 41, forlænges i Svenstrup til Godthåb.

I de efterfølgende 5år sker der ikke mange ændringer af linjenettet, bortset fra nogle forlængelser af nogle busruter, en omlægning af linje 4 og integrering af linje 9 i linje 10
.Ændringer ved køreplansskiftet i 1989
Også i 1989, skete der lidt ændringer i linjenettet.
- Linje 5. Linje 5, der ikke har været ændret i næsten 8år, får en mindre forlængelse mellem Visse og Gistrup via Nøvling
- Linje 9E. Linje 9, der et år for inden var blevet nedlagt, og integreret i linje 10, genopstår. Eller linjenummeret tages i brug igen. Der oprettes nemlig en E-bus, mellem Nytorv og Saltumvej via Aalborg Øst.
- Linje 10. Omlægges i Skalborg, men afkortes til Nytorv
- Linje 22. Reduceres til timedrift i ydertidspunkterne
- Linje 24. Afkortes, så ruten nu kun er mellem Visse og Gistrup.
- Linje 25. Flere afgange på ruten overtages af linje 5.
- Linje 41. Linje 41, der har været oprettet og nedlagt nogle gange efterhånden, reduceres nu til en myldretidslinje. Linje 40, overtager betjeningen af Langholt.

Ændringer i 1990
I 1990, sker der ikke de store ændringer, men der sker dog lidt.
- Linje 4. Mindre ændringer af ruteforløbet i Scheelsminde og Kærby
- Linje 5. forlænges fra Hasseris til Skalborg
- Linje 6. omlægges så der ikke længere køres til Gug, men i stedet til Skalborg
- Linje 8. Mister kørslen i Danmarksgade, da denne erstattes af den nye linje S1, servicebuslinje der oprettes på forsøgsbasis.
- Linje 20E. Ekspresbuslinje til Amtsgården oprettes i myldretiden.
- Linje 42. Linjen mister sin status som "oplandsrute" og integreres i linje 72, og bliver derved en regional rute.

Fra 1991 og til 1995 finder man ikke mange ændringer. Der sker et par forlængelser og småændringer af nogle ruter. Og derudover oprettes Servicebusserne, og Citylinjen C1. Servicebusserne havde kørt en prøveperiode på et årstid, med en rute kaldet S1, og denne blev gjort permanent, derudover oprettedes ligeledes en linje S2 og S3. Senere kom så også en S4 og S5, linje 8 blev afkortet til Vester Fjordvej, og linje 22 nedlægges. "Amtsgården" skifter ligeledes navn til "AAU Busterminal.
De sidste år før år 2000
I de sidste år, før "Trafikplan 2003", blev lanceret skete der følgende ændringer frem til 2004
- Linje 1, er begyndt at kører til Klarup
- Linje 2, omlægges en lille smugle i Gistrup
- Linje 4, er begyndt at kører til Ferslev
- Linje 5, afkortes til kun at kører til Hasseris igen.
- Linje 6, er på et tidspunkt blevet lagt tilbage til Gug Øst
- Linje 7, har ændret rute til at kører mellem Strubjerg og Saltumvej
- Linje 8, er blevet lagt til at kører til Skalborg og City Syd
- Linje 9E, Er blevet nedlagt og den linje C1 ændre navn til linje 9 og kører kun mandag til lørdag.
- Linje 10, kører atter til Godthåb
- De fleste linjer i "20" nummereringen. er blevet nedlagt
- Visse linjer i "30" kategorien er blevet nedlagt
- Linje 40 nedlægges og kørsel overtages af den næsten parallelle linje 10
- Linje 41 ændre rutenummer til linje 11
- En linje S6 oprettes, men nedlægges senere sammen med S5 og der oprettes en helt ny linje S5
- Linjerne 24 og 25, er blevet til E-busser og fungere som ringlinjer i Aalborg. Linje 24E, er dog blevet forlænget ind til Rutebilstationen.
- Linje 12-19, Er blevet nedlagt. Linjerne 16-19, er dog blevet taget i brug igen som Natbusser, efter disse blev lanceret i 1992.

### Oversigt over Aalborgs bybuslinjer fra slut halvfemserne og til 2004
De sidste år, med det gamle linjesystem i Aalborg så rutenettet således ud:
| Linje | Linjeføring | Entreprenør           | Bemærkning |
| ----- | --- | --------------------- | --- |
| 1     | Klarup - Aalborg Universitet - Vejgaard - Nytorv - Sygehus Syd - Skelagergårdene                                               | Arriva                | |
| 2     | Gistrup - Aalborg Universitet - Grønlands Torv - Banegården - Nytorv - Kastetvej - Vesterkæret                                 | Arriva og City Trafik | |
| 3     | Mølholm - Nytorv - Vejgaard - Humlebakken - Skallerupvej                                                                       | Arriva og City Trafik | |
| 4     | (Dall Villaby) - Skelagergårdene - Skipperen - Nytorv - Banegården - Færø Plads - Rughaven - Humlebakken - Aalborg Universitet | Arriva                | Kun hver anden afgang kørte til Dall Villaby.                                                                                      |
| 5     | Hasseris - Nytorv - Banegården - Grønlands Torv - (Thulevej) - Gug - Visse                                                     | City Trafik           | Linjen splittede op ved Grønlands Torv. Hver anden til Thulevej og hver anden afgang til Visse. Samme rute som nuværende Linje 15. |
| 6     | Gug Øst - Grønlands Kvarteret - Frydendal - Banegården - Nytorv - Lindholm St - Nørre Uttrup                                   | City Trafik           | Samme rute som nuværende linje 13.                                                                                                 |
| 7     | Strubjerg - Nr.Sundby Torv - Nytorv - Bakkegårdskvarteret - Ø. Sundby - Nr. Tranders - Saltumvej                               | City Trafik           | Samme rute som nuværende linje 17.                                                                                                 |
| 8     | Citysyd - Skalborg - scheellsminde - Kærby - Sygehus Syd - Nytorv - Kastetvej - Fjordparken                                    | Arriva                | |
| 9     | Væddeløbsbanen - Kastetvej - Nytorv - Banegården - Vejgaard - Esbjergparken - Aalborg Universitet                              | Arriva                | Kørte kun på hverdage. Blev oprettet som linje "C1" Citybus, men blev senere omlagt til en egentlig bybuslinje, kaldet linje 9     |
| 10    | Godthåb/Svendstrup - City Syd - Sygehus Syd - Nytorv - Nørresundby - Nørresundby Gymnasium - Bouet - Langholt/Grindsted        | City Trafik           | |
| 11    | Vodskov - Bouet - Nørresundby Gymnasium - Nørresundby - Nytorv - Sygehus Syd - City Syd                                        | Arriva og City Trafik | Kørte kun på hverdage samt lørdag formiddag.                                                                                       |
| 20E   | Ekspresbus: Aalborg Busterminal - AAU Busterminal                                                                              | ?                     | Nedlagt i 1999, og sammenlagt med den daværende linje 202                                                                          |
| 24E   | Ekspresbus: City Syd - Over Kæret - AAU - Saltumvej - Teknisk Skole - Nytorv - Aalborg Busterminal                             | City Trafik           | Ringlinje i Aalborg der forbandt City Syd med Aalborg Øst og Aalborg Busterminal. Erstattet delvist af nuværende linje 5.          |
| 25E   | AAU Busterminal - Saltumvej - Teknisk Skole - Tunnelen - Vangen - Vikingvej - Lindholm st.                                     | City Trafik           | Ringlinje i Aalborg, der kørte i myldretiderne. Erstattet af nuværende linje 6.                                                    |

#### Natbussernes oprettelse og de kvaler det har medført
Natbusserne var første gang på tegnebrættet tilbage i midt firserne da Aalborg Kommune i 1986, ville indføre natbusdrift, på særlige fredage og lørdage op til jul, og igen nytårsnat. Disse planer om natbusser skulle dog vise sig at skabe flere problemer blandt personalet ved AOS, end godt reelt var, og efter nogle strejker blandt chaufførerne, blandt andet med hentydning til "Vi gider ikke kører "fulde-busser", så blev forslaget henlagt i de kommende fem års tid, før natbusserne endelig blev oprettet i 1992.

##### Linjeoversigt over Aalborg by-natbusser år 2002
| Linje | Linieføring                                                                                           | Bemærkninger                        |
| ----- | --- | ----------------------------------- |
| 16N   | Nytorv - Sønderbro - Grønlands Torv - AAU - Gistrup                                                   |                                     |
| 17N   | Strubjerg - Nr.Sundby Torv - Nytorv - Bakkegårdskvarteret - Ø. Sundby - Nr. Tranders - Saltumvej      | Kørte samme rute som dagens linje 7 |
| 18N   | Nytorv - Sygehus Syd - Kærby - Scheelsminde - Skalborg - Dall Villaby - Ferslev - Svenstrup - Godthåb |                                     |
| 19N   | Hasseris - Nytorv - Banegården - Sohngårdsholmsvej - Gug - Visse                                      | Kørte samme rute som dagens linje 5 |

#### Servicebusserne og Citylinjen
Da kommunen i 1989, skulle spare penge blev det besluttet at der ikke længere skulle være taxakørsel til og fra Aalborgs plejehjem og faciliteter for ældre og handicappede blev det besluttet at indlede et forsøg med en Servicebuslinje i1990. Der blev indkøbt 2 DAB Serie 15 servicebusser, som skulle bruges til forsøgslinjen der blev oprettet fra Mølholm, via blandt andet Hasseris Bymidte, Sygehus Nord, Nytorv og banegården. Forsøget stod på et års tid, og det viste sig at forsøget viste så gode takter i forhold til passagertal og service for brugerne af linjen at det blev besluttet at oprette 2 nye Servicebuslinjer fra køreplansskiftet i 1991.
Forsøgslinjen der var uden nummer fra oprettelsen af, blev omdøbt til at hedde "S1", og blev forlænget til Vejgaard, hvorimod de 2 linjer der blev oprettet ved samme køreplansskift kom til at køre med numrene S2 og S3. Servicebuslinjerne klarede sig så godt at det i 1997 blev besluttet at oprette yderligere to servicebuslinjer som skulle supplerede de allerede 3 eksisterende linjer. Lykken for Servicebusserne varede dog ikke mange år. Allerede fra 2004, begyndte nedlæggelserne af servicebuslinjerne. I 2004 i forbindelse med Aalborgs nye bybusnet og det faktum at almindelige bybus ruter, nu ikke længere måtte bestilles med højgulv fra operatørernes side, førte til et fald af passagerer i Servicebuslinjerne. De første linjer der blev nedlagt var linjerne S4 og S5, som kommunen kunne nedlægge ved at lægge de resterende linjer om så de dækkede de fleste områder disse 2 linjer kørte. Linje S4, blev dog oprettet som en intern bybus i Svenstrup i 2005. 9 år skulle der gå med få ændringer af Servicebuslinjerne før sparekniven atter ramte. Linje S4 der kørte som Bybus i Svenstrup var den næste i rækken af servicebuslinjer der blev nedlagt. Og dog. I 2012, blev linje S1 nedlagt, og 2 rutegrene skulle slås sammen til en linje.

##### Linjeoversigt over Servicebusserne år 2002
| Linje | Linjeføring | Bemærkninger                                                                                    |
| ----- | --- | ----------------------------------------------------------------------------------------------- |
| S1    | Mølholm - Hasseris Bymidte - Peder Skrams Gade - Sygehus Nord - Nytorv - Banegården - Færøplads - H.C Andersens vej |                                                                                                 |
| S2    | Apollonvej - Grønlands Torv - Danalien - Rughaven - Færø Plads - Nytorv - Nørresundby Torv - Garvergade - Lindholm St - Voerbjerg vej - Strubjerg - Vangen - Syrenbakken                                                                  |                                                                                                 |
| S3    | Rughaven - Hadsundvej - Vejgaard Torv - Sjællandsgade Færø Plads - Banegården - Nytorv - Vesterbro - Sygehus Syd - Aalborg Zoo - Bejsebakkevej - Kornblomstvej - Hobrovej - Digtervejen - City Syd                                        |                                                                                                 |
| S4    | Gundorfslund - Kornblomstvej - Revlingebakken - Skipperen - Vesterbro - Vingårdsgade - Nytorv - Nørresundby Torv - Lindholmsvej - Lindholms Søpark - Strubjerg - Nr. Uttrup Torv - Forbindelsesvejen Hvorup Kaserne - Hvorup - Hvorupgård |                                                                                                 |
| S5    | Lejbjerg - Hadsundvej - Rughaven - Samsøgade - Færø Plads - Banegården - Nytorv - Engvej - Østergade - Uttrupvej - Forbindelsesvejen - Strubjerg                                                                                          | Linjen kørte også et par afgange mellem Lejbjerg og Nytorv uden for den normale Servicebusdrift |

#### Citylinjen
```
I trafikplan 1989
[
6
]
, blev det besluttet at der skulle oprettes en "Citylinje". Linjen skulle oprettes for at aflaste det centrale Aalborg fordi byrådet mente at der kørte for mange buslinjer ned igennem Boulevarden, Østerågade, og Nytorv. Det som politikerne mente ville afhjælpe problemet med for mange busser i det centrale Aalborg, viste sig desværre at have den modsatte effekt end ønsket. Problemet var at der ved oprettelsen af Citylinjen ikke blev omlagt nogle af de ordinære bybuslinjer, og da passagerer helst ikke stiger om, hvis der er andre muligheder. Ja så blev linjen aldrig den store succeshistorie. Linjen blev oprindelig oprettet mellem Vesterkærret via Nytorv, Øgadekvarteret, Nytorv og Nørresundby hvor bussen kørte i en ensrettet ring. Linjen kom derved igennem centrum hele to gange på sin rute mellem de to endestationer, hvilke et ret så utraditionelt for en normal rute.
```

Driftmaterialet på Citylinjen bestod i første omgang af specielanskaffede Mercedes lavgulvsbusser, som var blevet specielt kun til formål at betjene Citylinjen. Det ordinære busruter blev betjent hovedsageligt af højgulvsbusser, og derved havde Citylinjen sammen med servicebusserne en fordel, især for ældre og gangbesværrede mennesker. AOS, indgik senere et samarbejde med DAB, om udvikling af en "Hybridbus" basseret på DAB serie 15 busmodellen. Denne hybridbus som var en kombineret version af Diesel og Gasversionen af DAB serie 15, fik Citylinjen som "prøvekanin". og busserne blev på linjen indtil ruten blev til en "almindelig bybuslinje"

##### Omlægning af ruten og ændring til almindelig bybuslinje
Selve konceptet med Citylinjen, og formålet med linjens oprettelse fik ikke det ønskede resultat. Allerede et lille år efter oprettelsen blev linjeføringen for ruten ændret, således at linjen nu fik en helt ny linjeføring. Linjen blev forkortet så den ikke længere kørte tilbage til byen og videre til Nørresundby. Ringruten i Nørresundby blev nu varetaget af andre linjer, men til gengæld blev linjen forlænget fra Øgadekvarteret og igennem Vejgaard for at komme ud på Hadsundvej og følges med linje 1 til Esbjergparken, hvor den gamle vendeplads atter blev taget i brug. Forlængelsen til Esbjergparken varede dog ikke længe. Året efter blev linjen atter forlænget. Denne gang blev linjen forlænget til Universitets og blev opgraderet til en egentlig bybuslinje. Dog fik linjen nu reduceret drift, og kørte nu kun Mandag til fredag i dagtimerne, med kvarterdrift.

##### Citybilletten
Da Citylinjen blev oprettet fulgte en anden ting også med til oprettelsen af linjen som et mindre særkende. Linjen fik sin egen billet introduceret. Billetten kostede 8 kr, og gav adgang til citylinjen uafbrudt i 24 timer. Et salgstal på 150 passagerer der benyttede sig af billetten, gjorde dog at den måtte lade livet allerede to år efter billettypen blev oprettet.

## Anlæg, debatter og fremkommelighedsprojekter før 2004

### Balladen om Danmarksgade del 1
Danmarksgade. Flere gange er det gået galt for busserne i denne gade i det centrale Aalborg, og hele 2 gange har byrådet måtte flytte busserne fra den "berygtede" gade ved Frederikstorv.

#### I 80'erne
Allerede i 1980, var den for første gang gal med busser i Danmarksgade. Da busgaden under medborgerhuset, blev åbnet i 1980, blev busserne fjernet fra Danmarksgade. Dette skete på baggrund af at busserne kunne spare minutter, ved at kører direkte under Hovedbiblioteket imod Nytorv, fremfor at kører af Danmarksgade og videre til Nytorv. Beboerne i Danmarksgade, var glade for de nu slap for busserne igennem gaden. Glæden skulle dog vise sig at være kort, fordi beboere i "Løkkegade", havde klaget over busserne forsvandt fra Løkkegade og Danmarksgade, så der kom atter en bybus tilbage til gaden i 1982 i form af linje 10. Gensynet med en buslinje igennem Danmarksgade, var i denne omgang en kort affære. Efter få år, blev buslinjen atter nedlagt igennem Danmarksgade, og i stedet indsatte Aalborg Kommune i 1990, en servicebuslinje til at betjene gaden, og derved forsvandt støjgenerne i de næsten 30 efterfølgende år.

## Nyere Historie efter år 2004
Selvom Aalborg bybusser har meget interessant historie at byde på. så er der også en nyere historie over bybusserne som man kan tage et nærmere kig på. En af tingene er blandt andet opdelingen af AOS.

### Fra en til 2 operatører
en af de første større ændringer i nyere tid er nok da bybustrafikken i Aalborg blev opdelt i mellem 2 operatører fremfor en enkelt operatør. I små 80 år, blev bybusdriften i Aalborg drevet af en operatør, nemlig Aalborg Omnibusselskab(AOS). Tiden med AOS, som bybusselskabet i Aalborg sluttede dog med et brag, få år efter at NT var begyndt at sende rutekørsel i udbud. AOS, endte selvfølgelig med at byde på bybuskørslen, og AOS Vandt da også udbuddet over den samlede bybuskørsel i 1996. Det blev dog fra kommunens side besluttet i år 2000, at kommunen ikke længere skulle drive Aalborgs bybusser, idet at den kontrakt som AOS i 1996, havde vundet, var en underskudsgivende kontrakt.. At Aalborg kommune havde valgt ikke at ville drive bybuskørsel længere førte til at Combus overtog kontrakten fra AOS, og dermed var bybusserne i Aalborg var nu i de Danske Statsbaners varetægt. Combus tilstedeværelse i Aalborg varede ikke længe. Staten ville ud af busdrift i år 2000 og derfor blev Combus nu solgt til Britiske Arriva, for det symbolske beløb af "100DKK". Nuvel, Arriva står nu alene med bybusdriften i Aalborg, men dette vare ikke længe. I 2002, blev bybuskørslen i Aalborg atter sendt i udbud, og denne omgang havde NT og Aalborg kommune noget i støbeskeen. Aalborg Kommune og NT, havde i dette udbud valgt at bybuskørslen skulle opdeles i minimum 2 selskaber, fremfor et enkelt selskab, som bybusdriften hidtil har været. Grunden til at opdele bybusdriften i 2 selskaber, fremfor et enkelt selskab, skyldes blandt andet at man ville gøre op med 80'erne og 90'ernes mange arbejdsnedlæggelser. I forbindelse med udbuddet i netop 2002, som blev vundet af henholdsvis Arriva og City-Trafik, blev det besluttet at Filstedvej ikke længere skulle fungere som garageanlæg for nogle entreprenørerne på bybusdriften i Aalborg. Lokalerne på Filstedvej, var med årene oplevet meget slidtage, og med det faktum at Aalborg by nu havde vokset sig længere ud, end hvor Filstedvej garage i 60'erne oprindelig blevet bygget på en mark, så blev det besluttet at det var på tide at flytte. Arriva endte med at flytte i lokaler i en tidligere bilauktion på Troensevej, hvorimod City-Trafik, ligeså flyttede til samme område som Arriva. City-Trafik valgte i forhold til Arriva, at bygge et helt nyt garageanlæg på Lundeborgvej, og de nye garageanlæg blev taget i brug den 23 Juni 2002, hvor der ligeledes var køreplansskift i NT.

### Indvielsen af Plusbus
Plusbussen i Aalborg blev indviet den 23. september 2023. Linjen erstattede dieselbusserne der kørte på linje 2, indtil plusbusåbningen.

## Anlæg, debatter og fremkommelighedsprojekter efter 2004

### Balladen om Danmarksgade del 2
Danmarksgade. Flere gange er det gået galt for busserne i denne gade i det centrale Aalborg, og hele 2 gange har byrådet måtte flytte busserne fra den "berygtede" gade ved Frederikstorv.

#### I 2018
I 2018, var den atter gal i Danmarksgade. I forbindelse med Plusbusprojektet, og det faktum at Nytorv skulle renoveres, og derved blev lukket helt for biltrafik. Ja så skulle Aalborg kommune atter omlægge buslinjer. Disse omlægninger har betydet at busserne på linjerne S1, 11 og 14 blev lagt om til at betjene Løkkegade og Danmarksgade i det centrale Aalborg. Disse omlægninger har ikke været uden problemer blandt beboerne der flere gange uden held har haft klaget til Aalborg byråd om at omgøre beslutningerne uden dette har været muligt grundet anlægsarbejde i blandt andet Jyllandsgade. Protesterne over busomlægningerne til Danmarksgade blev ved og i Oktober 2021 besluttede Aalborg kommunes sundheds og kultur udvalg efter at havde fået lov til at lave mindre "midlertidige" busomlægninger at flytte busserne over på Karolinelundsvej og Jyllandsgade. Helt konkret drejer omlægningerne sig om linje 11 der ikke længere betjener Nordkraft, Frederiks Torv og Louises Plads men derimod svinger fra Østerbro af Karolinelundsvej og videre af Jyllandsgade og derfra ind på Aalborg Busterminal for at fortsætte af normal rute. Linje 14 der fra Sønderbro ikke længere svinger fra Sønderbro af Karolinelundsvej og ned af Østerbro, Løkkegade og Danmarksgade men derimod svinger fra Sønderbro ned af Jyllandsgade og derfra ind på Aalborg Busterminal for efter at fortsætte af normal rute. Linje S1. Fortsætter fra Nytorv ned af Østergade og Boulevarden og ned til Aalborg Busterminal hvorfra linjen gør stop og fortsætter derfra videre af Jyllandsgade til Sønderbro. Helt konkret betyder linjeomlægningerne at stoppestederne "Nordkraft, Frederiks Torv, og Louises Plads" ikke længere er i brug indtil der bliver fundet en eventuel løsning.

## Forskellige linjekoncepter i Aalborg fra år 2004 indtil 2024
I Aalborg har der siden den nye linjestruktur, blev skabt været følgende linjekoncepter i byen.

### Metrobusser
De to centrale linjer i Aalborg er linje 1 og 2, blev markedsført som metrobus. Konceptet bestod i at busserne kørte en fælles vej gennem centrum, hvorefter de spredtes ud til de små byer i oplandet omkring Aalborg. Hvis der fx stod 1L, kørte bussen videre til Svenstrup/Godthåb. I dagtimerne kørte linje 1 og 2 hvert 7-8 min og fungerer derved som stambusser i stil med A-busserne i København. Derudover var de to myldretidslinjer 5 og 6 også metrobusser, men de havde ikke varianter på samme måde og kørte i kvarterdrift i morgen(Linjerne 5 og 6) og eftermiddags(Linje 5) myldretiden. Metrobus-busserne var malet i rødt med en blå lodret streg og en hvid lodret streg.
Linje 2 mistede sin status som metrobus ved køreplansskiftet 7. august 2016, hvor der skete flere omlægninger. Som metrobus var linjen den med mest belastning i Jylland, med en linjeføring fra Lindholm station igennem Aalborg centrum til Aalborg Universitet (AAU) og det kommende supersygehus. Metrobuslinje 2's fællesstrækning var planlagt erstattet af en letbane, men i stedet erstattes af en BRT-løsning i 2023 kaldet "+BUS".
Linjerne 1, 5 og 6 Mistede i 2018 også sin status som metrobus idet man begyndte at male det rullende materiel om til almindelige gule bybusser så busserne kunne bruges flere steder i trafikken F.eks Linjerne 12 og 13. Metrobus konceptet var derved nedlagt. Både Linje 1 og 2 kører fortsat i samme koncept indtil 2023 hvor Plusbus står for åbning og hele busnettet i Aalborg skal evalueres. Frekvensen er på linje 1 og 2 i 2022 stadigvæk med afgange hvert 7-8 minut på de centrale afsnit og forgrener sig ud til Aalborgs oplandsbyer ved hjælp af bogstaver bag linjenummeret men linjerne markedsføres udelukkende som almindelige bybusruter.
Metrobusruterne var nummereret med 1 cifrede linjenumre, og linjenettet bestod indtil 2015, af følgende linjer.
| Linje | Linieføring                                                                                              | Bemærkninger |
| ----- | --- | --- |
| 1     | (Fællesstrækningen) Bouet – Nr. Uttrup Torv – Nytorv - Aalborg Busterminal – Mariendals Mølle – Skalborg | Oprettet med mange afgreninger med hvert sit bogstav. Forkortet fra Nibe til Frejlev med 1M afgreningen. Forlænget fra Langholt til Hals med 1D afgreningen Linjen blev atter forlænget på 1M afgreningen. dog kun til Sønderholm. |
| 2     | (Fællesstrækningen) AAU Busterminal - Grønlands Torv - Aalborg Busterminal - Nytorv - Lindholm Station   | Ruten oplevede ingen mærkbare forandringer i sin tid som Metrobus. Blev i 2016 omlagt til almindelig bybusrute med høj frekvens grundet forberedelserne til Plusbus.                                                               |
| 5     | Skelagergårdene – Mariendals Mølle – Th. Sauers Vej – Grønlandskvarteret – AAU Busterminal (- Saltumvej) | Hver anden afgang kørte fra/til Saltumvej ved oprettelsen. senere kun 2 afgange om morgenen fra Saltumvej imod AAU Busterminal. Linjen havde dagbetjening mellem myldretiderne indtil 2007                                         |
| 6     | Lindholm Station – Limfjordstunnellen – Tech College Aalborg – AAU Busterminal                           | Blev oprettet med betjening i både morgen og eftermiddagsmyldretiderne |

### Servicebusserne og Flexlinjen

#### Servicebusserne
Servicebusserne var busser der kørte af mindre gader, og direkte ind i beboelsesområder, hvor andre buslinjer kan have svært at kører. Desuden forbandt linjerne beboelsesområder med ældre faciliteter såsom aktivitetscentre, og indkøbsmuligheder for byens pensionister samt handicappede borgere, som ellers ville have svært ved at komme rundt. Servicebusserne kørte mandag til lørdag, fra klokken 8.30 og 14.00.

#### Forsøg med Flexlinjen
Linje S1 blev nedlagt idet at Aalborg Kommune i 2012, mente de kunne spare penge og tilbyde en bedre service ved brug af en såkaldt "Flexlinje." Flexlinjen var en halv bus og taxalignende linje hvor man skulle ringe til NTs bestillingscentral for at få lov at kører med. Linjen kørte mellem klokken 9 morgen og 16 på hverdage og om lørdagen kørte den mellem klokken 9 og 13. Linjen fungerede på den måde at den havde endestationer ved Gug Kirke og Nytorv. Linjen kørte en gang i timen, og alt efter hvilken af de 104 "stoptavler" man skulle på/af ved, planlagde chaufføren selv ruten mellem Gug og Nytorv. Forsøget med Flexlinjen viste sig IKKE at være den store succes, og den tidligere linje S1, blev i 2014 bragt til live igen, idet at NT og Aalborg Kommune, havde passagertal på at der bedre grundlag for en Servicebuslinje fremfor Flexlinjen der i gennemsnit kun havde 4 passagerer med linjen om dagen.

#### Efter Flexlinjen
Efter forsøget med Flexlinjen og genoprettelsen af Linje S1, så kørte der nu 3 egentlige Servicebuslinjer i Aalborg kommune de næste par år, inden sparekniven atter ramte. Linje S3 skulle spares væk, grundet kommunale budgetteringer. Kort og godt drejer nedlæggelserne af Servicebusserne sig om at Ingeniør Jan Øhlenschlæger der står for trafikafdelingen i Aalborg Kommune, ikke bryder sig særlig godt om Servicebusserne og vil gøre meget for at få dem nedlagt, da det ligeledes var denne ingeniør der indstillede til forvaltningen af at Linje S3 skulle nedlægges, sammen med andre mindre forandringer af linjenettet i Aalborg. Siden 2018, er Servicebusserne i Aalborg bestået af 2 linjer, der har kørt næsten uændret, med få ruteændringer hovedsageligt grundet Plusbus projektet i Aalborg.
Servicebuslinjerne blev officielt nedlagt den 10. August 2024, i forbindelse med oprettelsen af et nyt linjenet der blev vedtaget af byrådet i 2023.

#### Linjeoversigt over servicebusserne ved linjernes nedlæggelse
Linjerne S1 og S2 kørte fra 2018 og indtil linjernes nedlæggelse af følgende linjeførring.
| Linje | Linieføring                                                                                        | Entreprenør | Bemærkninger                                                                            |
| ----- | -------------------------------------------------------------------------------------------------- | ----------- | --------------------------------------------------------------------------------------- |
| S1    | Mølholm – Hasseris – Nytorv – Karolinelundsvej – Vejgard bymidte – Danalien – Diskovej             | Tide        |                                                                                         |
| S2    | (Hvorupgård) - Lindholm Søpark – Nørresundby Torv – Aalborg Busterminal – Kornblomstvej – City Syd | Tide        | En morgenafgang klokken 7.16 starter ved Hvorupgård og slutter ved Aalborg Busterminal. |

## Bybusser i Aalborg i nutiden
Bybusruterne i Aalborg pr august 2023 og indtil august 2024.
| Linje | Linieføring | Entreprenør | Bemærkninger |
| ----- | --- | ----------- | --- |
| 1     | (Fællesstrækningen) Skalborg - Mariensdals Mølle - Aalborg Busterminal - Nytorv - Nr. Uttrup Torv - Bouet            | Tide        | Linjen køres fortsat efter det gamle metrobuskoncept hvor der køres til flere forskellige satellitbyer rundt om Aalborg.                                |
| 2     | Væddeløbsbanen – Nytorv – Aalborg Busterminal - Grønlands Torv – AAU Busterminal                                     | Tide        | Linjen køres af dobbeltledbusser på 24,7 meter under konceptet Plusbus                                                                                  |
| 5     | Skelagergårdene – Mariendals Mølle – Th. Sauers Vej – Grønlandskvarteret – Humlebakken - (Saltumvej)                 | Tide        | Hver anden afgang kørte fra/til Saltumvej ved oprettelsen. senere kun 2 afgange om morgenen Fra Saltumvej mod Skelagergårdene køres 2 ture om morgenen. |
| 6     | Lindholm Station – Limfjordstunnellen – Tech College Aalborg – AAU Busterminal                                       | Tide        | Blev oprettet med betjening i både morgen og eftermiddagsmyldretiderne                                                                                  |
| 11    | Skelagergårdene – Hasseris Bymidte – Aalborg Busterminal – Nørre Tranders – Skallerupvej                             | Tide        | Driften forstærkes mellem Aalborg Busterminal og Skallerupvej i myldretiderne.                                                                          |
| 12    | Gistrup - AAU Busterminal – Hadsundvej – Aalborg Busterminal - Nytorv – Lindholm Station - Aalborg Lufthavn - Åbybro | Tide        | Linje 12 er fællesbetegnelsen fra Universitet til Lindholm Station. Hvert 30 minut køre linjen til Gistrup Skole.                                       |
| 13    | Gug Øst – Mylius Erichsensvej - Sønderbro - Aalborg Busterminal – Nytorv – Lindholm Station – Løvenborgparken        | Tide        | En enkelt morgenafgang slutter ved Hvorup Kaserne. afgangen indgår ikke i ordinær køreplan                                                              |
| 14    | Skelagergårdene – Aalborg Busterminal – Humlebakken – AAU Busterminal - Klarup - Storvorde                           | Tide        | Skelagergårdene - Aalborg Busterminal kun hver anden afgang mellem myldretiderne. Hver anden afgang køre til Storvorde i myldretiderne.                 |
| 15    | Hasseris – Vingårdsgade – Aalborg Busterminal – Hellevangen – Visse (– Nøvling Skole)                                | Tide        | Nøvling betjenes med ordinær bus fra Aalborg uden skift på enkelte afgange i myldretiden                                                                |
| 16    | City Syd - Skalborg – Scheelsminde – Kærby – Aalborg Busterminal – Vingårdsgade – Mølholm                            | Tide        | City Syd betjenes kun i dagtimerne. |
| 17    | Strubjerg – Vingårdsgade – Aalborg Busterminal – Nørre Tranders – Saltumvej                                          | Tide        | |
| 18    | Østhavnen - Tranholmvej - Øster Uttrupvej - Tech College Aalborg – Gasværksvej – Østerbro – Aalborg Busterminal      | Tide        | Kun mandag-fredag i dagtimerne. Østhavnen - Tech College betjenes kun i myldretiderne på nær en afgang ved 10 tiden.                                    |

### Natbusserne i Aalborg
Natbusserne kører nat efter fredag og lørdag samt på Hverdage, fra 23.00 og til 01.30
| Linje | Linieføring                                                                                        | Entreprenør | Bemærkninger                    |
| ----- | -------------------------------------------------------------------------------------------------- | ----------- | ------------------------------- |
| 21N   | Godthåb (Svenstrup) - Svenstrup - Aalborg Busterminal - Vodskov                                    | Tide        |                                 |
| 22N   | Gistrup - AAU Busterminal - Sohngårdsholmsvej - Nytorv - Aalborg Busterminal - Kastetvej - Mølholm | Tide        |                                 |
| 23N   | Visse – Gug Øst - Sønderbro - Aalborg Busterminal – Nytorv – Hasserisvej - Letvadvej - Frejlev     | Tide        |                                 |
| 24N   | Aalborg Lufthavn - Lindholm Station - Nytorv – Aalborg Busterminal – Hadsundvej – AAU Busterminal  | Tide        |                                 |
| 25N   | Godthåb (Svenstrup) – Aalborg Busterminal – Klarup - Storvorde                                     | Tide        |                                 |
| 26N   | Aalborg Busterminal - Nytorv - Vodskov - Ulsted - Hou - Hals                                       | Tide        | Kører kun Fre-Lør og kun 2 ture |
| 27N   | Nørre Uttrup - Aalborg Busterminal – Nytorv - Skallerupvej                                         | Tide        |                                 |

#### Lokalruter
Lokalruterne, er ruter som Aalborg Kommune administrere. Disse linjer fungere egentlig ikke som bybusser, men kommunen fastlægger ligesom på by, nat og servicebusserne i Aalborg, også køreplaner og ruter på disse linjer.
| Linje | Linieføring                                                    | Entreprenør                                 | Bemærkninger |
| ----- | -------------------------------------------------------------- | ------------------------------------------- | --- |
| 36    | AAU Busterminal - Gistrup - Torderup - Vaarst - Fjellerad      | Solsidens Turistfart                        | Aften og weekend køres med minibus. |
| 38    | Aalborg Busterminal - Restrup Enge - Nørholm - Klitgård        | Brdr. Davidsen                              | |
| 39    | Aalborg Busterminal - Sølyst - Rørdalsvej - Østhavnen          | Tide                                        | Figurere egentlig som bybus og køres af bybusmateriel. Figurere i Aalborg Kommunes systemer som "Lokalbus" Køre om morgenen kun i retning af Østhavnen. Køre om eftermiddagen kun imod Aalborg st. |
| 45    | Grindsted - Ajstrup - Tylstrup - Sulsted                       | LP Busser                                   | Kun på skoledage. |
| 56    | Aalborg Busterminal - Storvorde - Mou - Dokkedal - Øster Hurup | Arriva Solsidens Turistfart (aften/weekend) | Mou - Øster Hurup kun i myldretiderne. Aalborg - Storvorde kun mandag-fredag i dagtimerne. Aften og weekend køres med minibus.                                                                     |
| 176   | Aalborg Busterminal - Gandrup - Hals                           | Solsidens Turistfart                        | Aalborg - Gandrup kun i myldretiderne. |

### Nedlagte linjer, fra det nuværende bybusnet i Aalborg
Igennem tiden, siden det "nye" bybusnet i Aalborg, opstod efter 2004, der er der også i Aalborg sket ændringer i kørslen, samt nedlæggelser. I mange år var der i Aalborg et koncept der hed "Basisbusser". Disse busser, var linjer der kørte i de tidlige morgentimer, samt i de sene aftentimer, før "dagdriften" gjorde sit indtog.
| Linje | Linieføring                                                                                     | Entreprenør | Bemærkninger                                                                        |
| ----- | ----------------------------------------------------------------------------------------------- | ----------- | ----------------------------------------------------------------------------------- |
| S3    | Løvbakken - Aalborg Centrum - City Syd                                                          | Arriva      | Linjenummeret udgik, men de fleste områder på dens rute blev overtaget af S1 og S2  |
| S4    | Bybus i Svenstrup                                                                               | Arriva      | Fungerede som en bybus i Svenstrup                                                  |
| 19    | Aalborg Busterminal - Nyhavnsgade - Østre Allé - Teknisk Skole                                  | ?           | Nedlagt i 2005, og erstattet af linje 18                                            |
| 20E   | Aalborg Busterminal - AAU Busterminal                                                           | Arriva      | Et 3 måneders forsøg med en hurtig bus til Aalborg Universitet inde fra Aalborg by. |
| 21    | Vodskov – Bouet – Østergade – Aalborg Busterminal – Svenstrup – Godthåb (Svenstrup)             | Keolis      |                                                                                     |
| 22    | Aabybro – Aalborg Lufthavn – Lindholm Station – Aalborg Busterminal – AAU Busterminal – Gistrup | Arriva      |                                                                                     |
| 23    | Visse – Aalborg Busterminal – Østerågade – Vesterkæret – Mølholm                                | Keolis      |                                                                                     |
| 24    | Skalborg – Hasseris – Nytorv – Aalborg Busterminal – Humlebakken – AAU Busterminal              | Keolis      |                                                                                     |
| 25    | Ferslev – Aalborg Busterminal – Nytorv – Klarup                                                 | Arriva      |                                                                                     |
| 26    | Aalborg Busterminal – Sulsted                                                                   | Arriva      | Ingen morgenafgange.                                                                |
| 27    | Nørre Uttrup – Østerågade – Aalborg Busterminal – Smedegårdsvej – Skallerupvej                  | Arriva      |                                                                                     |

## Fremtiden for Aalborg bybusser pr 2023 og 2024
Nyt ByBusnet i Aalborg fra Plusbus åbning
I forbindelse med åbningen af PlusBus har Aalborg byråd pr et møde den 12/5 2022, udsendt 3 scenarier for det kommende bybusnet.
- Scenarie 1. Består af det nuværende bybusnet der får lov at kører videre, men med mindre ændringer. Scenarie 1, kan ses i kilde nummer 5.
- Scenarie 2. Består af en total omvæltning af det nuværende busnet. Busnettet vil i sin enkelthed bestå af den nuværende linje 1 og 2 som beholder sine nuværende ruter, men med mindre ændringer. Derudover vil der udover linje 1 og 2, som bliver højfrekvente linjer, heraf 2'eren som "Plusbus" være atter 8, andre bybusruter der kører over Byens centrum og ud til de andre hjørner af Aalborg by. Derudover kommer der 2 Ringlinjer, hvoraf den ene kun kører i Myldretiden og den anden kører i hele driftperioden inklusive weekender[37]
- Scenarie 3. Dette scenarier betyder i sin enkelthed at Aalborg får 7 Bybuslinjer samlet. Alle bybusserne vil i spidsbelastningsperioderne som minimum have 10 eller 7 minutters drift. Derudover er der 2 Ringlinjer, hvoraf den ene kun kører i Myldretiden, og den anden kører i hele driftperioden og inklusive weekender[38]. Udover de reelle buslinjer så byder Scenarie 3 også på hele 10 Telebuslinjer i forskellige ender af Aalborg, by og opland.

### Aalborg kommunes konkrete planer
Den 14. november 2022, skete der noget i hele proceduren omkring et kommende bybusnet i Aalborg. Efter utallige for-debatter, politiske møder og borgermøder, mellem NT, politikkere og borgere i Aalborg, så præsenterede teknisk forvaltning i Aalborg et udkast til et kommende bybusnet i Aalborg.

Udkastet som forvaltningen lagde ud er det er planen at Aalborg Kommune regner med med at bruge det samme antal midler på bybustrafikken som kommunen hidtil har brugt. Der er dog et at overgangen til busdrift med el-busser, har sparet kommunen for penge, og dette kan føre til ruteudvidelser andre steder i bybusnettet, og det er også det at kommunen har formået at få gjort. I kommunens udkast blev det besluttet at "Eng-områderne" ude ved Hasseris skulle have busdrift. Engvej, som tidligere har været betjent at linje 18, skal atter have bybusdrift, eftersom Stigsborg er blevet væsentlig bebygget siden 18'eren kørte der ude i 00'erne.

#### Oversigt over ruter som Aalborg kommune foreslår
| Linje | Linieføring | Bemærkninger |
| ----- | --- | --- |
| 1     | Skalborg - Mariensdals Mølle - Aalborg Busterminal - Nytorv - Nr. Uttrup Torv - Bouet | Bliver ikke ændres i det forslag Aalborg kommune er udkommet med |
| 2     | (Plusbussen) Væddeløbsbanen – Nytorv – Aalborg Busterminal - Grønlands Torv – AAU Busterminal - NAU | Højfrekventeret rute, der køres med dobbeltleddet ledbusser på 24 meter. |
| 5     | (ringlinje): Østhavnen – Langerak – Tranholmvej – Assensvej – Ebberupvej - Korinthvej – Tranholmvej – Humlebakken – Sohngårdsholmsvej – Grønlands Torv – T h Sauers Vej – Over Kæret – Hobrovej – Krebsen – City Syd. | Nuværende linje 5 totalomlægges. |
| 6     | Lindholm Station – Limfjordstunnellen – Tech College Aalborg – AAU Busterminal | Bliver omlagt få steder på nuværende rute, men ikke det store. Omlægges fra Langagervej til Budumvej.                                                                           |
| 11    | Hasseris Enge - Skelagervej - Hasserisvej - Vestre Allé - Bejsebakkevej -Mølleparkvej - Hobrovej - Østre Alle – Jyllandsgade – Karolinelundsvej – Østerbro – Hadsundvej – Nørre Tranders Vej – Humlebakken – Tornhøjvej – Budumvej – Universitetsboulevarden – Selma Lagerlöfs Vej – AAU Busterminal | Linjen ændres i Aalborg SØ, og forlænges i Aalborg SV. |
| 12    | Løvbakken - Vangen - Vikingevej - Forbindelsesvejen - Stationsvej - Lindholm Station - Vestergade - Vesterbrogade - Limfjordsbroen - Vesterbro - Vingårdsgade - Boulevarden - Aalborg Busterminal - Jyllandsgade – Bornholmsgade – Færøgade – Sjællandsgade – Langelandsgade – Odinsgade – Hadsundvej – Einsteins Boulevard – Alfred Nobels Vej – Frederiks Bajers Vej – Bertil Ohlins Vej – AAU Busterminal – (Gistrup) | Omlægges i Nørre Sundby, og forlænges fra AAU til Gistrup |
| 13    | Landlystvej - Gugvej - Sønderbro - Jyllandsgade - Aalborg Busterminal – Boulevarden – Vingårdsgade – Vesterbro – Limfjordsbroen – Vesterbrogade – Vestergade – Lindholm Station – Thistedvej – Lufthavnsvej – Aalborg Lufthavnen – (Vadum/Aabybro). | Overtager linje 12's nuværende ruteføring i Nørre Sundby |
| 14    | Klarup/Storvorde - AAU - Humlebakken - Sohngårdsholmsvej - Bornholmsgade - Karolinelundsvej - Jyllandsgade - Aalborg Busterminal - Østre Alle – Hobrovej – Vestre Alle – Kornblomstvej – Skelagervej – Sofiendalsvej – Bygaden – Anna Anchers Vej – Sofiendals Enge | Nogenlunde samme ruteføring som nuværende linje 14. Linjen forlænges fra AAU til Klarup/Storvorde.                                                                              |
| 15    | Visse - Sønder Tranders Vej - Zeusvej - Byplanvej - Hellevangen - Sohngårdsholmsvej - Bornholmsgade - Karolinelundsvej - Jyllandsgade - Aalborg Busterminal - Boulevarden – Vingårdsgade – Hasserisgade – Kong Hans Gade – Annebergvej – Svalegårdsvej – Under Lien – Bygaden – Letvadvej – Nibevej – Hobrovej – Vægten – Fiskene – City Syd                                                                             | Bliver omlagt i Aalborg vestby hvor den overtager linje 16's nuværende rute ad Annebergvej. Linjen forslås forlænget til City Syd fra Jeronimusvej. Ændring i Gugområdet.       |
| 16    | Løvenborgparken - Hvorup Kirkevej - Studievej - Forbindelsesvejen - Nr. Uttrup Torv - Hjørringvej - Østergade - Engvej - Stigsborg Bygade - Limfjordsvej - Engvej - Østerbrogade - Limfjordsbroen - Vesterbro - Vingårdsgade - Boulevarden - Aalborg Busterminal - Kjærs Mølle Vej – Enggårdsgade – Over Kæret – Stjernevej – Nestorvej – Pallasvej – Stationsmestervej – Hobrovej – Vægten – Fiskene – City Syd         | Bliver fjernet fra Aalborg vestby og lagt til Nørre Sundby. Ingen ændring fra City Syd til bymidten. bortset fra en ændring i Scheelsminde.                                     |
| 17    | Strubjerg – Vingårdsgade – Aalborg Busterminal – Nørre Tranders – Saltumvej | Bliver ikke berørt af nyt bybusnet. |
| 18    | Assensvej - Østre Uttrup Vej - TECH COLLEGE - Østre Allé - Østerbro - Karolinelundsvej - Jyllandsgade - Aalborg Busterminal - Prinsensgade – Hasserisgade – Hasserisvej – Skelagervej – Bygaden – Letvadvej – (Frejlev – Sønderholm) | Forlænges i forhold til nuværende rute og skal køre til Sønderholm via Hasseris: Driftsperioden udvides til drift hele driftsdøgnet alle ugens dage, fremfor Mandag til Fredag. |
| 19    | Aalborg Busterminal - Tech College - Rørdal - Østhavnen | Den nuværende linje 39, med nyt linjenummer. |

## Galleri
- Aalborg Omnibusselskab skiltet linje 4 til Dall Villaby på Sporvejsmuseet Skjoldenæsholm
- Busser i det centrale Aalborg
- Det tidligere bybus design for NT
- En ældre Volvo der var meget udbredt på Aalborgs bybusser indtil 2010 her på Linje 17 på Boulevarden
- En Aalborg bybus i det tidligere Metrobus design her linje 2's gren linje 2A
- Nyere NT bybus design i Vingårdsgade på Linje 17
- Trafik på Aalborg Busterminal/Station
- Linje 15 i Aalborg på vej imod Hasseris
- Linje 5 i Aalborg er nu om dage en almindelig bybuslinje men tidligere var det en af linjerne der blev markedsført som "Metrobus"
- En linje 12, inden overgangen til natbusdrift
- Natbus på linje 25N
- Linje 23N, afenter afgang på Kennedy
- Linje 22N imod Gistrup, afventer afgang på den nye busterminal på JFK. Plads i Aalborg
- Aalborg har fået nye bybusser. Van Hool og Golden Dragon Elektriske bybusser
- Linje 6, inden ankomst til AAU Busterminal
- Servicebus på Linje S1, efter overgangen til elektrisk drift